# Terrore ad alta quota
Terrore ad alta quota (Collision Course) è un film del 2012 diretto da Fred Olen Ray.

## Trama
Kate è una donna che nella sua vita ha subito un terribile lutto. Suo marito, che amava profondamente, è deceduto in un incidente aereo e lei ha impiegato molto tempo per superare questa tragedia. Una volta che ci è riuscita però ha deciso di condividere la sua esperienza con gli altri e ha scritto un libro raccontando la sua storia.
Il libro ha avuto successo e Kate ha appena terminato un lungo tour che l'ha portata in giro per il mondo a presentare il suo romanzo. Adesso però sta finalmente tornando a casa, dove ad aspettarla c'è sua figlia. Sale dunque sull'aereo che dovrebbe condurla a destinazione quando qualcosa di imprevisto accade: una tempesta solare produce un'alterazione elettromagnetica sulla terra che provoca la folgorazione del pilota e copilota.
A bordo si scatena il panico perché tutti sono convinti di stare andando incontro a morte certa, e anche Kate per un attimo non sa come reagire, attanagliata dal tragico ripetersi degli eventi che hanno condotto alla morte di suo marito. Alla fine però decide di farsi coraggio, perché il suo desiderio è quello di poter abbracciare di nuovo sua figlia. Collaborando con altre persone a bordo cerca così di far atterrare l'aereo salvando il resto dei passeggeri.